# Rastatter Rätsel
Bei dem Rastatter Rätsel handelt es sich um zwei Brunnen des Künstlers Jürgen Goertz in Rastatt.
Die erste Skulptur von Goertz stammt aus dem Jahre 1980 und befindet sich auf dem Bahnhofsvorplatz in Rastatt. Sie zeigt zwei sich eng anschmiegende Personen unter einem Regenschirm, der als Brunnen fungiert. Die Identität der Personen und ihre genaue Beziehung zueinander bleiben offen, da die Köpfe der Personen nicht zu sehen sind. Erkennbar bleibt nur ein älterer Herr und eine größere Frauengestalt.
1984 löste Goertz das Rätsel vorerst auf: er schuf einen zweiten Brunnen am Museumstor, dem Ende der Rastatter Fußgängerzone, bei dem der Regenschirm abgenommen wurde und abermals als Brunnen dient. Neben dem Brunnen steht nun die gleiche Skulptur wie am Bahnhofsvorplatz, doch diesmal mit den Köpfen der Personen. Zweifelsfrei ist hierbei eine Hommage an Picasso zu sehen, der mit Palette und Pinsel die Frauenfigur umarmt.
Wird jedoch die Skulptur von hinten betrachtet, ergibt sich ein neues Rätsel, da sich zahnradartige Versteinerungen und ein Stierschädel mit einem entstellten Frauengesicht abzeichnen.